# (15139) Connormcarty
(15139) Connormcarty (2000 EY93) – planetoida z grupy pasa głównego asteroid okrążająca Słońce w ciągu 4,37 lat w średniej odległości 2,67 j.a. Odkryta 9 marca 2000 roku.